# گمینا لیپنگک
گمینا لیپنگک (به لهستانی:  Gmina Lipnik) یک گمینا در لهستان است که در شهرستان اوپاتوف واقع شده‌است. گمینا لیپنگک ۸۱٫۷ کیلومتر مربع مساحت و ۵٬۷۵۱ نفر جمعیت دارد.